# Roland Bonaparte
Roland Napoleon Bonaparte (Parijs, 19 mei 1858 – aldaar 14 april 1924) was een Frans geograaf en botanicus.

## Leven
Roland Bonaparte was de zoon van Pierre Napoleon Bonaparte. Hij genoot zijn opleiding aan Saint-Cyr en huwde op 7 november 1880 Marie-Félix Blanc, dochter van de pachter van de speelbank te Monaco. Uit het huwelijk werd een dochter geboren, Marie Bonaparte. Hij werd in 1886, ingevolge de pretendenten-wet, geschrapt uit de rangen van het leger.
Bonaparte bezocht de Koloniale Tentoonstelling te Amsterdam waar 27 "West-Indiërs" uit verschillende etnische groepen (Creolen, Caraïben, Arowakken, Marrons) aanwezig waren. Van deze personen heeft hij - volgens de methode van Broca - een fysisch-antropologische beschrijving gegeven in het werk: Les Habitants de Suriname; notes receuillies à l'exposition coloniale d'Amsterdam en 1883, (Parijs, 1884). Van ieder persoon nam hij twee grote fototypen (face en profil) op. Ook bevatte het boek een reeks chromolitho's naar aquarellen, voorstellende etnografica, die in de tekst beschreven zijn en vignetten die op land en volk betrekking hebben. Aan de volksbeschrijving gaat een geografische, statistische en historische beschrijving van de kolonie vooraf, die bijna uitsluitend naar Nederlandse bronnen is bewerkt.
Tijdens zijn verblijf te Amsterdam leerde Bonaparte Nederlands onder leiding van mr. M.G.L. van Logchem (1849-1934), oprichter van De Groene Amsterdammer.
Met de steun van Bonaparte kon Herman ten Kate in 1885-1886 zijn reizen ondernemen naar Suriname en Venezuela.

## Werk
- Les habitants de Suriname (1884)
- Les premiers voyages des Néerlandais dans l'Insulinde (1884)
- Les voyages des Néerlandais à la Nouvelle-Guinée (1885)
- Notes on the Lapps of Finmark (1886)
- Le fleuve Augusta (1887)
- Les Derniers voyages des Néerlandais à la Nouvelle-Guinée (1885)
- Le Premier établissement des Néerlandais à Maurice (1890)
- Une Excursion en Corse (Paris, 1891)
- Le Prince Bonaparte,... Notes ptéridologiques (1915-1924)

Lucien · Karel Lucien · Jozef Lucien · Lucien Lodewijk · Napoleon Karel · Roland Napoleon
- Bibsys: 1057373
- Biblioteca Nacional de España: XX1684315
- Bibliothèque nationale de France: cb12316896p (data)
- Author citation (botany): Bonap.
- Catàleg d'autoritats de noms i títols de Catalunya: 981058517432706706
- Gemeinsame Normdatei: 116237651
- International Standard Name Identifier: 0000 0000 8339 0710
- KulturNav: 706aee64-3f5e-4437-834e-60726aa02b58
- Library of Congress Control Number: n85055622
- Nationale Bibliotheek van Israël: 987007272003105171
- Nederlandse Thesaurus van Auteursnamen: 07373070X
- PIC: 275428
- RKD-Nederlands Instituut voor Kunstgeschiedenis: 390040
- LIBRIS: 310114
- SNAC: w690368t
- Système universitaire de documentation: 032068484
- Museum of New Zealand Te Papa Tongarewa: 44206
- Trove: 1286959
- Union List of Artist Names: 500095398
- Virtual International Authority File: 7458635
- WorldCat: E39PBJwhtjqhHrpd9tCDcHcF8C